# Dave Hindmarch
David „Dave“ Hindmarch (* 15. Oktober 1958 in Vancouver, British Columbia) ist ein ehemaliger kanadischer Eishockeyspieler, der im Verlauf seiner aktiven Karriere zwischen 1976 und 1983 unter anderem 109 Spiele für die Calgary Flames in der National Hockey League (NHL) auf der Position des rechten Flügelstürmers bestritten hat. Mit der kanadischen Nationalmannschaft nahm Hindmarch an den Olympischen Winterspielen 1980 teil.

## Karriere
Hindmarch verbrachte seine Juniorenzeit zwischen 1976 und 1979 an der University of Alberta, wo er parallel zu seinem Studium für die Universitätsmannschaft in der Canadian Interuniversity Athletics Union (CIAU) spielte. In den Jahren 1978 und 1979 gewann er mit den Golden Bears jeweils die kanadische Universitätsmeisterschaft, deren bester Torschütze er zudem im Ligaspielbetrieb der Saison 1978/79 war. Bereits im Vorjahr war der Flügelstürmer im NHL Amateur Draft 1978 in der siebten Runde an 114. Stelle von den Atlanta Flames aus der National Hockey League (NHL) ausgewählt worden. Bevor Student jedoch in den Profibereich wechselte, wurde er zur Spielzeit 1979/80 mit seinem Status als Amateur vom kanadischen Eishockeyverband Hockey Canada rekrutiert, mit dem er sich im Saisonverlauf auf die Olympischen Winterspiele 1980 im US-amerikanischen Lake Placid vorbereitete. Schließlich schaffte Hindmarch den Sprung in den Olympiakader und absolvierte sechs Turnierspiele, in denen er sieben Scorerpunkte sammelte. Das Turnier beendete die kanadische Auswahlmannschaft auf dem sechsten Rang.
Nach der Teilnahme an den Olympischen Winterspielen unterzeichnete Hindmarch zur Saison 1980/81 einen Vertrag bei den Calgary Flames, nachdem das Franchise von Atlanta ins kanadische Calgary umgezogen war. Den Großteil der Spielzeit verbrachte er allerdings in den Farmteams Calgarys, den Birmingham Bulls aus der Central Hockey League (CHL) und den Rochester Americans aus der American Hockey League (AHL). Für die Calgary Flames selbst absolvierte der Olympionike im Verlauf des Spieljahres nur eine Partie. Die Spielzeit 1981/82 verbrachte er größtenteils beim neuen CHL-Kooperationspartner der Flames, den Oklahoma City Stars. Erst zur Saison 1982/83 etablierte sich Hindmarch im NHL-Aufgebot Calgarys. Er bestritt 64 Partien und sammelte dabei 23 Punkte. In der folgenden Spielzeit zog sich der Kanadier im Dezember 1983 bei einer Kollision mit dem Torpfosten zahlreiche Bänderrisse in beiden Knien zu. Als Folge der schweren Verletzungen musste er seine aktive Karriere im Alter von 25 Jahren vorzeitig und umgehend beenden.

## Erfolge und Auszeichnungen
- 1978 CIAU-Meisterschaft mit der University of Alberta
- 1979 CIAU-Meisterschaft mit der University of Alberta
- 1979 Bester Torschütze der CIAU

## Karrierestatistik

### International
Vertrat Kanada bei:
- Olympischen Winterspielen 1980

(Legende zur Spielerstatistik: Sp oder GP = absolvierte Spiele; T oder G = erzielte Tore; V oder A = erzielte Assists; Pkt oder Pts = erzielte Scorerpunkte; SM oder PIM = erhaltene Strafminuten; +/− = Plus/Minus-Bilanz; PP = erzielte Überzahltore; SH = erzielte Unterzahltore; GW = erzielte Siegtore; 1 Play-downs/Relegation; Kursiv: Statistik nicht vollständig)